# Јабланица (Призрен)
Јабланица (алб. Jabllanicë) је насељено место у општини Призрен, на Косову и Метохији. Према попису становништва из 2011. у насељу је живео 351 становник.

## Положај
Налази се иза самог врха Цвилен, 9,3 km од Призрена на надморској висини 920-1.000 m. Јабланица је типично насеље збијеног типа.

## Становништво
Према попису из 2011. године, Јабланица има следећи етнички састав становништва:
| Националност | 2011.        |
| Бошњаци      | 346 (98,58%) |
| Турци        | 1 (0,28%)    |
| други        | 4 (1,14%)    |
| Укупно       | 351          |

| Демографија | Демографија | Демографија |
| Година      | Становника  | Становника  |
| ----------- | ----------- | ----------- |
| 1948.       | 638         |             |
| 1953.       | 717         |             |
| 1961.       | 789         |             |
| 1971.       | 989         |             |
| 1981.       | 796         |             |
| 1991.       | 705         |             |
| 2011.       | 351         |             |

### Презимена
Фамилије у селу носе презимена Рамоћи, Џаферовци, Гркоћи, Мазламовци, Етемовци, Аметоћи, Шурдићи, Љољковци, Диновци, Демировци, Тајровци, Исмаиљовци, Скендероћи, Бибоћи, Вељинци, Бектешовци, Муртоћи, Панџовци, Аљимовци и друга.